# Lusitanistika
Lusitanistika je jazykovědné odvětví zabývající se portugalským (a galicijským) jazykem, literaturou a kulturou (vlastně "portugalská filologie"). Název je odvozen za starého latinského názvu pro Portugalsko – Lusitánie, potažmo od názvu stejnojmenné římské provincie nacházející se na velké části jeho dnešního území. Spolu s hispanistikou, francistikou a italianistikou je jedním z hlavních odvětví romanistiky.

## Lusitanistika v Česku
Na Filozofické fakultě Masarykovy univerzitě v Brně založil tento obor na začátku 80. let 20. století Arnold Hala, který pro něj vytvořil i studijní texty.

## Lusitanistika ve světě

Portugalsky mluvící svět